# Uppsala och Västmanlands försvarsområde
Uppsala och Västmanlands försvarsområde (Fo 47) var ett försvarsområde inom svenska armén som verkade i olika former åren 1942–2000. Försvarsområdesstaben var förlagd i Enköpings garnison i Enköping.

## Historia
Uppsala och Västmanlands försvarsområde bildades den 1 oktober 1942 som Uppsala försvarsområde och var direkt underställd militärbefälhavaren för IV. militärområdet. Geografiskt omfattade försvarsområdet i stort sett det landområdet som utgör Uppsala och Västmanlands län. Den 1 januari 1947 avskiljdes den del som utgjorde Västmanlands län för att bilda Västerås försvarsområde (Fo 48). Även om Västerås försvarsområde utgjorde en egen myndighet, så hade man en gemensam chef och gemensam stab med Uppsala försvarsområde. Den 1 januari 1947 tillkom även delar av Norrtälje försvarsområde, vilket avvecklades den 31 december 1946 och kom geografiskt att fördelas på Stockholms försvarsområde samt Uppsala försvarsområde.
I samband med OLLI-reformen, vilken genomfördes inom försvaret mellan åren 1973–1975, sammanslogs Upplands regemente (S 1) med Uppsala försvarsområde (Fo 47) och Västmanlands försvarsområde (Fo 48) och bildade den 1 juli 1974 ett försvarsområdesregemente under namnet Upplands regemente (S 1/Fo 47/48). Detta medförde att Göta livgarde (P 1) som ingick i Uppsala försvarsområde kom att bli ett B-förband (utbildningsregemente), medan dess mobiliserings- och materialansvar överfördes till Upplands regemente, som blev ett A-förband (försvarsområdesregemente).
Den 1 juli 1990 avskiljdes staben för Västmanlands försvarsområde och bildade egen myndighet med säte i Västerås. Inför försvarsbeslutet 1996 föreslogs en ny försvarsområdesindelningen, vilket innebar att tre försvarsområdesstaber inom Mellersta militärområdet skulle avvecklas senast den 31 december 1997. De tre staber som föreslogs för avveckling återfanns i Gävle, Linköping och Västerås. Gällande Västmanlands försvarsområde stab i Västerås föreslogs den tillsammans med Uppsala försvarsområde med stab i Enköping att bilda ett gemensamt försvarsområde. Den 31 december 1997 upplösts och avvecklades Västmanlands försvarsområde och uppgick den 1 januari 1998 i Uppsala försvarsområde (Fo 47) som samtidigt antog namnet Uppsala och Västmanlands försvarsområde (Fo 47). Som stöd till hemvärn och frivilligverksamheten inom före detta Västmanlands försvarsområde bildades försvarsområdesgruppen Västmanlandsgruppen.
Inför försvarsbeslutet 2000 föreslog regeringen i sin propositionen för riksdagen, att den taktiska nivån bör reduceras genom att fördelnings- och försvarsområdesstaber samt marinkommandon och flygkommandon skulle avvecklas. Detta för att utforma ett armétaktiskt, marintaktiskt respektive flygtaktiskt kommando vilka skulle samlokaliseras med operationsledningen. Förslaget innebar att samtliga försvarsområdesstaber skulle avvecklas, vilket inkluderade Uppsala och Västmanlands försvarsområde. Uppsala och Västmanlands försvarsområde kom därmed att upplösas och avvecklas den 30 juni 2000. Som stöd till hemvärn och frivilligverksamheten inom före detta Uppsala försvarsområde bildades militärdistriktsgruppen Upplandsgruppen.

## Förläggningar och övningsplatser
När försvarsområdet bildades förlades staben till Lindgrens matsalar på Nedre Slottsgatan 10D i Uppsala. Från 1951 förlades staben till den före detta sjukhusbyggnaden vid Upplands artilleriregemente kasernetablissement. Från 1974 flyttades staben till Upplands regementets kasernområde i Uppsala garnison, men kvarstod med viss verksamhet i den gamla sjukhusbyggnaden fram till att försvarsområdesstaben omlokaliserades 1982 till Enköpings garnison. I Enköping kom försvarsområdesstaben tillsammans med Upplands regemente flytt in på det kasernetablissement som ursprungligen uppförts till Göta livgarde.

## Förbandschefer
Förbandschefen titulerades försvarsområdesbefälhavare och fick i samband med OLLI-reformen tjänstegraden överste 1. graden. Åren 1947–1990 hade Uppsala försvarsområde gemensam förbandschef med Västmanlands försvarsområde.

- 1942–1946: Överstelöjtnant Mathias Fjellman
- 1946–1950: Överste Sigfrid Gyllengahm
- 1950–1954: Överste Erik Olof (Olle) Atle Norman
- 1954–1956: Överste Fritz-Ivar Virgin
- 1957–1962: Överste Karl Gunnar Samuelsson
- 1962–1964: Överste Nils Holmstedt
- 1964–1969: Överste Åke Söderbom
- 1969–1976: Överste 1. graden Curt Helmfrid
- 1976–1982: Överste 1. graden Carl-Ivar Lindgren
- 1982–1990: Överste 1. graden Fredrik Lilliecreutz
- 1990–1999: Överste 1. graden Lennart Johansson
- 1999–2000: Överste 1. graden Björn Karlsson

## Namn, beteckning och förläggningsort
| Uppsala försvarsområde                  | 1942-10-01 | – | 1997-12-31 |
| Uppsala och Västmanlands försvarsområde | 1998-01-01 | – | 2000-06-30 |

| Fo 47 | 1942-10-01 | – | 2000-06-30 |

| Uppsala garnison (F)   | 1942-10-01 | – | 1982-05-30 |
| Enköpings garnison (F) | 1982-06-01 | – | 1997-12-31 |
| Västerås garnison (D)  | 1998-01-01 | – | 2000-06-30 |